# Austin Osman Spare
Austin Osman Spare (30. prosince 1886 Londýn – 15. května 1956 Londýn) byl anglický malíř a okultista, který vyvinul některé idiosynkretické magické techniky (např. automatické psaní, automatické kreslení nebo tzv. sigilizaci, založené na jeho teoriích o vztahu vědomí a podvědomí. Jeho výtvarné práce jsou charakteristické přesnou kresbou, často využívanou k zobrazování fantaskních, magických a sexuálních motivů. Je tvůrcem kultu Zos-Kia a duchovní otec magie chaosu.

## Život
Spare se narodil v Snow Hill, nedaleko londýnské části Smithfield Market jako syn Philipa Newtona Spareho, londýnského policisty, a Elizy Anny Adelaidy Osmanové. Byl čtvrtým z pěti dětí.
Podle jeho matky Austin již ve čtyřech letech projevil svůj výtvarný talent. Rodiče ho nakonec v roce 1899 zapsali do večerní školy Lambeth Art School, kde rozvíjel svůj talent pod vedením Phillipa Connrada. Ve čtrnácti získal stipendium městské rady a jedna jeho kresba byla vybrána na Pařížskou mezinárodní výstavu do britského pavilonu umění. V patnácti odešel ze školy navrhovat plakáty k firmě Causton's, zabývající se produkcí komerčního umění, později k firmě James Powell & Sons, která vyráběla barevné sklo. Slibného designéra doporučili na stipendijní studium na Royal College of Art. Některé jeho práce, vytvořené pro přítele Thomase Cowella, jsou dnes uloženy ve Victoria and Albert Museum. Otec ho donutil poslat dvě kresby do Královské akademie na ohodnocení. Jedna z nich, alegorická kresba, byla přijata. Ve věku pouhých šestnácti let tak vystavoval v Královské akademii, což vyvolalo senzaci.
Taktéž již v mladém věku se pokoušel rozvíjet své esoterické myšlenky.
V říjnu 1907 měl v Bruton Gallery v londýnském West Endu svou první velkou výstavu. Byla šokující, tajemná, groteskní a kontroverzní. To přitáhlo avantgardu londýnských intelektuálů a s největší pravděpodobností i Aleistera Crowleyho, známého anglického horolezce, mága a básníka. Neví se přesně, kdy se setkali, určitě to bylo před rokem 1908, protože v Crowleyho exempláři Spareovy knihy A Book of satyrs se nachází Spareovo osobní věnování datované rokem 1908. Spare nakonec vstoupil do Crowleyho řádu Argenteum Astrum. Spare zde dostal hodnost "Probationer". Také nakreslil pár kreseb do Crowleyovho periodika The Equinoxe. Přátelství mezi Sparem a Crowleym nicméně netrvalo dlouho. Pasáž v díle The Book of Pleasure nenechává nikoho na pochybách, že si neoblíbil ceremoniální magii a její praktikanty:
Jiní si cení ceremoniální magii a čekají zážitek velké extáze! Tito mágové, kteří se chrání svým pokrytectvím, jsou jen lehkomyslní frajeři z nevěstinců.
Spare se oženil 4. září 1911 s herečkou a tanečnicí Eily Gertrude Shawovou, se kterou měl vztah již několik let před tím. Manželství ale netrvalo dlouho. Žili odděleně od roku 1918 (resp. 1919), nikdy se však nerozvedli. Svou ženu zachytil na kresbě Portrét umělce a jeho ženy z roku 1912.
Na podzim 1913 publikoval The Book of Pleasure, pravděpodobně s pomocí soukromých mecenášů. Nejkompletněji zachycuje jeho myšlenkový systém, jde ale i o dílo umělecké, s mnoha kresbami.
V roce 1917 byl odveden do britské armády, kde sloužil jako medik, v Londýně. V roce 1919 byl oficiálně jmenován válečným umělcem (mimo jiné i fotografem). Zřejmě působil též na bojišti ve Francii a snad i Egyptě. Spare vzpomínal: „Když vypukla válka, vstoupil jsem do armády. Když jsem z ní vystoupil, svět už byl úplně jiný. Mnoho věcí se změnilo. Zjistil jsem, že bude velmi obtížné pokračovat v tom, co jsem před tím dělal. To mě vtáhlo do abstraktního světa – a tam jsem víceméně zůstal.“
Od října 1922 do července 1924 Spare s Cliffordem Baxem redigoval čtvrtletník Golden Hind pro vydavatelství Chapman and Hall. Projekt netrval dlouho, ale za svůj krátký čas stihl zveřejnit několik povedených kreseb a litografií různých autorů včetně Spreových. V roce 1925 Spare, Alan Odle, John Austen a Harry Clarke měli společnou výstavu v St George's Gallery a v roce 1930 v galerii Godfreye Philips. Poslední výstava byla roku 1930 ve Westende. Byla to poslední Spareho výstava na dalších 17 let.
Od roku 1927 Spare projevoval veřejně znechucení z tehdejší společnosti. Možná proto, že v té době trávil čas nad obrazy dokumentujícími hrůzy války, po kterých hned následovalo období finanční nestability a nezdařeného podnikání. V té době se jeho práce a myšlenky setkávali s nepřijetím a špatnými recenzemi. Ať už byla příčina jakákoli, Spareho znechucení bylo vyjádřené zejména v jeho práci Anathema of Zos - Sermon To The Hypocrites, která byla publikována právě roku 1927. Bylo to jeho poslední zveřejněné dílo. Typickým citátem z knihy bylo například: Psi, žeroucí vlastní zvratky! Proklínám vás všechny! Zpátečníci, cizoložníci, nohsledi, mrchožrouti, zloději a hypochondři! Myslíte si, že nebe je ošetřovna?
Britský žurnalista Hannen Swaffer tvrdí, že roku 1936 Spare odmítl šanci stát se mezinárodně slavným. Vypráví, jak jeden člen německé ambasády koupil Spareho autoportrét a poslal ho Hitlerovi. Podle Swaffera byl Hitler ním tak ohromen (pravděpodobně kvůli očím a vousům, které tehdy Spare nosil), že ho pozval do Německa, aby ho namaloval. Spareova odpověď byla podle Swaffera následující: Pokud ty jsi nadčlověk, ať zůstanu navždy zvířetem. Tím samozřejmě Hitlerovu přízeň ztratil.
V druhé polovině 30. let rozvinul styl kreslení, který nazýval „siderealizmus“.
V roce 1941 ho přímý zásah letecké pumy a následný požár připravil o byt s ateliérem, zdraví a prostředky. Roky strádal a zotavoval se z ochrnutí rukou. Nakonec v roce 1946 v jednom malém sklepě v Brixtonu, obklopen toulavými kočkami, začal znovu malovat. Neměl postel a pracoval v jedné vojenské košili a roztrhané vestě. Své kresby v té době prodával po 5 librách za kus. Velmi často v té době maloval staré ženy.
V roce 1947 vystavoval v Archer Gallery 200 prací. Výstava byla velmi úspěšná a znamenala poválečné obnovení zájmu o autora.
Zemřel 15. května 1956 v Londýně, ve věku 69 let. Po smrti se správcem jeho pozůstalosti stal Kenneth Grant, anglický okultista, žák a nástupce Aleistera Crowleyho, se kterým se Spare znal od roku 1947. Grant zanechal cennou studii o Sparem a jeho díle nazvanou Image and Oracles of Austin Osman Spare.
Známý je Spareho výrok: „Měl jsem tvrdý život, ale nikoho za to neviním, jen sebe. Sám jsem zodpovědný za svou smůlu. Jsem náchylný jít nejdříve hlavou proti zdi a pak zjistit, že to bylo k ničemu. Ale pokud nemohu změnit věci, tak alespoň dám do nich to nejlepší.“